# راينر شميت
راينر شميت (بالألمانية: Rainer Schmidt)‏ هو مهندس المناظر الطبيعية ألماني، ولد في 1954 في غلزنكيرشن في ألمانيا.